# 256. strelska divizija (ZSSR)
256. strelska divizija (izvirno rusko 256. стрелковая дивизия; kratica 256. SD) je bila strelska divizija Rdeče armade v času druge svetovne vojne.